# Kantljungssläktet
Kantljungssläktet (Cassiope) är ett växtsläkte i familjen ljungväxter med cirka 12 arter. De förekommer i subarktiska områden och i Asiens berg. Några arter odlas som trädgårdsväxter i Sverige.